# Piacenza Calcio 1919 2015-2016
In questa pagina sono raccolte le informazioni sulle competizioni ufficiali disputate dalla Società Sportiva Dilettantistica Piacenza Calcio 1919 nella stagione 2015-2016.

## Stagione
La stagione 2015-2016 è la terza che il Piacenza disputa in Serie D, ma è quella buona dopo due tentativi andati a vuoto. Allenata da Arnaldo Franzini, giunto dalla Pro Piacenza, il Piacenza vince alla grande il girone B, con 96 punti, 16 in più del Lecco giunto secondo. Miglior attacco con 85 reti segnate, e miglior difesa con 27 reti subite. Il nuovo tecnico porta con se dai cugini della Pro alcuni giocatori a lui fedelissimi, il difensore Jacopo Silva, l'ala Luca Matteassi, il centrocampista Gaetano Porcino e l'attaccante Stefano Franchi. Il tecnico vara un 4-3-3 dalla mentalità vincente. Vince 30 partite, ne pareggia 6 e ne perde 2, con una difesa impeccabile e grazie alle reti firmate dello scatenato Adriano Marzeglia, sono 20 a fine campionato, 24 in stagione. La festa promozione arriva con sei turni di anticipo il 20 marzo a Mapello. Sulla torta per festeggiarla, manca solo la ciliegina dello scudetto di categoria, perso a Viareggio (2-1) nella finale contro la Viterbese.

## Divise e sponsor
Lo sponsor principale per la stagione 2015-2016 è Lpr (e marchi associati), appena sotto Banca Centropadana, dietro in alto LTP, e in basso Unicef, lo sponsor tecnico rimane la Macron.
| Casa | Trasferta | Terza maglia |

## Organigramma societario
Area direttiva
- Presidente: Marco Gatti
- Presidente onorario: Stefano Gatti
- Vice presidente: Paolo Seccaspina
- Direttore generale: Marco Scianò

Area tecnica
- Direttore sportivo: Massimo Cerri
- Allenatore: Arnaldo Franzini
- Allenatore dei portieri: Massimo Ferrari
- Preparatore atletico: Gianfranco Baggi, Igor Bonazzi

## Rosa
Rosa aggiornata al 10 gennaio 2016. Sono in corsivo i giocatori che hanno lasciato la società durante la stagione.
| N. |                    | Ruolo | Calciatore            |
| -- | ------------------ | ----- | --------------------- |
|    | Italia (bandiera)  | P     | Pierpaolo Boccanera   |
|    | Italia (bandiera)  | P     | Stefano Cabrini       |
|    | Italia (bandiera)  | P     | Alessandro Terzi      |
|    | Italia (bandiera)  | D     | Luca Battistotti      |
|    | Italia (bandiera)  | D     | Andrea Cigognini      |
|    | Italia (bandiera)  | D     | Matteo Colombini      |
|    | Italia (bandiera)  | D     | Paolo Contini         |
|    | Italia (bandiera)  | D     | Diego Di Cecco        |
|    | Italia (bandiera)  | D     | Nosa Odigwe           |
|    | Italia (bandiera)  | D     | Marco Ruffini         |
|    | Georgia (bandiera) | D     | Shalva Sanashvili     |
|    | Italia (bandiera)  | D     | Davide Sentinelli     |
|    | Italia (bandiera)  | D     | Jacopo Silva          |
|    | Italia (bandiera)  | D     | Federico Testoni      |
|    | Italia (bandiera)  | C     | Alessandro Cazzamalli |

| N. |                    | Ruolo | Calciatore                |
| -- | ------------------ | ----- | ------------------------- |
|    | Tunisia (bandiera) | C     | Saber Hraiech             |
|    | Italia (bandiera)  | C     | Andrea Mira               |
|    | Italia (bandiera)  | C     | Gaetano Porcino           |
|    | Francia (bandiera) | C     | Anthony Taugourdeau       |
|    | Italia (bandiera)  | A     | Luca Franchi              |
|    | Italia (bandiera)  | A     | Stefano Franchi           |
|    | Italia (bandiera)  | A     | Francesco Galuppini       |
|    | Italia (bandiera)  | A     | Enrico Gherardi           |
|    | Italia (bandiera)  | A     | Cristian Longobardi       |
|    | Italia (bandiera)  | A     | Adriano Marzeglia         |
|    | Italia (bandiera)  | A     | Luca Matteassi (capitano) |
|    | Italia (bandiera)  | A     | Alessandro Minasola       |
|    | Italia (bandiera)  | A     | Simone Minincleri         |
|    | Italia (bandiera)  | A     | Lorenzo Pezzi             |

## Calciomercato

### Sessione estiva
| Acquisti | Acquisti              | Acquisti            | Acquisti   |
| R.       | Nome                  | da                  | Modalità   |
| -------- | --------------------- | ------------------- | ---------- |
| P        | Pierpaolo Boccanera   | Atalanta            | prestito   |
| P        | Alessandro Terzi      | Juventus Club Parma | definitivo |
| D        | Diego Di Cecco        | Bologna             | prestito   |
| D        | Davide Sentinelli     | Padova              | definitivo |
| D        | Jacopo Silva          | Pro Piacenza        | definitivo |
| D        | Nosa Odigwe           | Roccella            | svincolato |
| C        | Alessandro Cazzamalli | Castiglione         | definitivo |
| C        | Saber Hraiech         | Entella             | definitivo |
| C        | Andrea Mira           | Inter               | definitivo |
| C        | Gaetano Porcino       | Pro Piacenza        | definitivo |
| C        | Anthony Taugourdeau   | Santarcangelo       | definitivo |
| A        | Luca Franchi          | Fiorenzuola         | definitivo |
| A        | Stefano Franchi       | Ciliverghe Mazzano  | definitivo |
| A        | Francesco Galuppini   | Feralpisalò         | definitivo |
| A        | Adriano Marzeglia     | Correggese          | svincolato |
| A        | Luca Matteassi        | Pro Piacenza        | definitivo |
| A        | Simone Minincleri     | Siena               | definitivo |
| A        | Cristian Longobardi   | Sestri Levante      | definitivo |
| A        | Lorenzo Pezzi         | Atalanta            | prestito   |

| Cessioni | Cessioni              | Cessioni           | Cessioni      |
| R.       | Nome                  | a                  | Modalità      |
| -------- | --------------------- | ------------------ | ------------- |
| P        | Emanuele Di Graci     | Varese             | fine prestito |
| P        | Stefano Tarolli       | Foggia             | fine prestito |
| D        | Umberto Colicchio     | Nibbiano           | svincolato    |
| D        | Davide Zagnoni        | Parma              | fine prestito |
| D        | Rodolfo Cifarelli     | Legnago            | svincolato    |
| D        | Alessandro Di Maio    | Caravaggio         | svincolato    |
| C        | Sergio Corso          | Fiorenzuola        | svincolato    |
| C        | Francesco Lisi        | Rimini             | definitivo    |
| C        | Stefano Mauri         | Seregno            | svincolato    |
| C        | Pierangelo Tarantino  | Monopoli           | svincolato    |
| C        | Andrea Montanari      | Foligno            | svincolato    |
| C        | Marco Compiani        | Vigor Carpaneto    | svincolato    |
| A        | Matteo Delfanti       | Agazzanese         | svincolato    |
| A        | Matteo Girometta      | Fiorenzuola        | svincolato    |
| A        | Emanuele Orlandi      | Fiorenzuola        | svincolato    |
| A        | Alessandro Bertazzoli | Ciliverghe Mazzano | svincolato    |
| A        | Christian Tiboni      | Reggina            | svincolato    |
| A        | Francesco Volpe       | Fiorenzuola        | svincolato    |
| A        | Cristian Longobardi   | Parma              | svincolato    |

### Sessione invernale
| Acquisti | Acquisti         | Acquisti | Acquisti   |
| R.       | Nome             | da       | Modalità   |
| -------- | ---------------- | -------- | ---------- |
| D        | Matteo Colombini | Inter    | definitivo |
| D        | Federico Testoni | Bologna  | prestito   |

| Cessioni | Cessioni            | Cessioni        | Cessioni   |
| R.       | Nome                | a               | Modalità   |
| -------- | ------------------- | --------------- | ---------- |
| D        | Nosa Odigwe         | Taranto         | svincolato |
| D        | Shalva Sanashvili   | Pianese         | svincolato |
| A        | Luca Franchi        | Vigor Carpaneto | svincolato |
| A        | Alessandro Minasola | Vigor Carpaneto | svincolato |

## Risultati

### Serie D girone B

#### Girone di andata
| Arbitro: | Borriello (Torre del Greco) |

|                 |           |                |
| Ghisalberti 38’ | Marcatori | 83’ S. Franchi |

| Arbitro: | Zufferli (Udine) |

|                |           |  |
| S. Franchi 71’ | Marcatori |  |

| Arbitro: | Citarella (Matera) |

|                              |           |  |
| Marzeglia 41’ Cazzamalli 73’ | Marcatori |  |

| Arbitro: | Massara (Reggio Calabria) |

|  |           |                             |
|  | Marcatori | 34’ Matteassi 78’ Marzeglia |

| Arbitro: | Meraviglia (Pistoia) |

|                    |           |            |
| Marzeglia 12’, 70’ | Marcatori | 73’ Molnar |

| Arbitro: | Luciani (Roma) |

|  |           |                                                                                   |
|  | Marcatori | 8’ Porcino 28’, 45+3’ (rig.) S. Franchi 32’ Marzeglia 43’ Taugourdeau 55’ Hraiech |

| Arbitro: | Lorenzin (Castelfranco Veneto) |

|                               |           |            |
| Marzeglia 17’ Taugourdeau 39’ | Marcatori | 66’ Aquaro |

| Arbitro: | Capovilla (Verona) |

|              |           |  |
| Caldirola 2’ | Marcatori |  |

| Arbitro: | Vitulano (Livorno) |

|                                                                     |           |              |
| Marzeglia 21’ S. Franchi 36’ Taugourdeau 45+1’ Galuppini 87’ (rig.) | Marcatori | 66’ Panzetta |

| Arbitro: | Lillo (Brindisi) |

|             |           |                                        |
| Colombo 10’ | Marcatori | 31’ Ruffini 33’ Porcino 85’ Minincleri |

| Arbitro: | Lalomia (Agrigento) |

|                                                   |           |                    |
| Marzeglia 44’ Sentinelli 46’ (rig.) Hraiech 90+1’ | Marcatori | 70’ (rig.) Ferrari |

| Arbitro: | Santoro (Messina) |

|  |           |                                 |
|  | Marcatori | 8’ Matteassi 15’, 67’ Marzeglia |

| Arbitro: | Santorelli (Salerno) |

|                                 |           |             |
| Sentinelli 59’, 71’ Hraiech 87’ | Marcatori | 66’ Bettoni |

| Arbitro: | De Santis (Lecce) |

|              |           |                              |
| Brognoli 12’ | Marcatori | 21’ S. Franchi 35’ Marzeglia |

| Arbitro: | Amadio (Ascoli Piceno) |

|                                         |           |             |
| A. Del Carro 54’ (aut.) Matteassi 90+4’ | Marcatori | 45’ Di Maio |

| Arbitro: | Carella (Bari) |

|                |           |               |
| Lacchini 90+7’ | Marcatori | 15’ Marzeglia |

| Arbitro: | Raciti (Acireale) |

|             |           |  |
| Ruffini 60’ | Marcatori |  |

| Arbitro: | Guarnieri (Empoli) |

|  |           |                                |
|  | Marcatori | 63’ Cazzamalli 90+6’ Matteassi |

| Arbitro: | Madonia (Palermo) |

|                                                        |           |  |
| Cazzamalli 4’ Marzeglia 33’ Ruffini 54’ Minincleri 86’ | Marcatori |  |

#### Girone di ritorno
| Arbitro: | Fusco (Brindisi) |

|                                   |           |                          |
| Hraiech 37’ S. Franchi 52’ (rig.) | Marcatori | 11’ Carminati 82’ Crotti |

| Arbitro: | Garoffolo (Vibo Valentia) |

|            |           |                              |
| Cesana 84’ | Marcatori | 55’ Marzeglia 58’ S. Franchi |

| Arbitro: | Meloni (Carbonia) |

|           |           |                                |
| Cesca 59’ | Marcatori | 45+1’ Minincleri 52’ Marzeglia |

| Arbitro: | Miniutti (Maniago) |

|                              |           |             |
| Cazzamalli 30’ Galuppini 90’ | Marcatori | 77’ Austoni |

| Arbitro: | Lillo (Brindisi) |

|  |           |                               |
|  | Marcatori | 23’ Galuppini 70’ Taugourdeau |

| Arbitro: | Natilla (Molfetta) |

|                                           |           |           |
| Cazzamalli 29’, 72’ Bertazzoli 55’ (aut.) | Marcatori | 35’ Mauri |

| Arbitro: | Catucci (Foggia) |

|             |           |               |
| Mazzini 61’ | Marcatori | 20’ Marzaglia |

| Arbitro: | Finzi (Foligno) |

|               |           |  |
| Galuppini 60’ | Marcatori |  |

| Arbitro: | Gualtieri (Asti) |

|               |           |                                         |
| Rondanini 84’ | Marcatori | 7’ Matteassi 37’ Di Cecco 59’ Marzeglia |

| Arbitro: | Di Cairano (Ariano Irpino) |

|                                                                           |           |                    |
| Sentinelli 6’ (rig.) Silva 10’ Matteassi 16’ Marzeglia 65’ Cazzamalli 83’ | Marcatori | 60’ Della Cristina |

| Arbitro: | Santorelli (Salerno) |

|  |           |                                                      |
|  | Marcatori | 69’ Marzeglia 71’ Galuppini 90+1’ (rig.) Taugourdeau |

| Arbitro: | Moriconi (Roma) |

|               |           |  |
| Matteassi 90’ | Marcatori |  |

| Arbitro: | Tolve (Salerno) |

|              |           |                |
| Recino 90+4’ | Marcatori | 26’ Minincleri |

| Arbitro: | Marcenaro (Genova) |

|                            |           |              |
| Ruffini 40’ Minincleri 62’ | Marcatori | 61’ Brognoli |

| Caravaggio 10 aprile 2016 34ª giornata | Caravaggio                  | 0 – 0 | Piacenza | Stadio Comunale\| Arbitro: \| Borriello (Torre del Greco) \| |
| Arbitro:                               | Borriello (Torre del Greco) |       |          |                                                              |

| Arbitro: | Perenzoni (Rovereto) |

|                                                         |           |  |
| S. Franchi 23’ Cazzamalli 38’ Matteassi 50’ Ruffini 84’ | Marcatori |  |

| Arbitro: | Rutella (Enna) |

|                          |           |             |
| Barzaghi 15’ Cardino 34’ | Marcatori | 32’ Hraiech |

| Arbitro: | Citarella (Matera) |

|                                       |           |             |
| Marzeglia 80’ Sentinelli 90+4’ (rig.) | Marcatori | 87’ Lazzaro |

| Arbitro: | Cascella (Bari) |

|                            |           |                                                      |
| Seck 38’ Amodeo 48’ (rig.) | Marcatori | 23’, 73’ S. Franchi 67’ Taugourdeau 90+4’ Minincleri |

#### Poule scudetto
| Arbitro: | De Santis (Lecce) |

|                                                                        |           |              |
| Marzeglia 5’ S. Franchi 35’ Taugourdeau 40’ Porcino 86’ Minincleri 90’ | Marcatori | 26’ Serafini |

| Bellinzago Novarese 29 maggio 2016, ore 15:30 Turno preliminare - 3ª giornata | Sporting Bellinzago | 0 – 0 referto | Piacenza | Stadio Comunale\| Arbitro: \| D'Ascanio (Ancona) \| |
| Arbitro:                                                                      | D'Ascanio (Ancona)  |               |          |                                                     |

| Arbitro: | Carella (Bari) |

|                                    |           |                                     |
| Romano 11’ Ferri Marini 80’ (rig.) | Marcatori | 5’ (aut.) Kalombo 58’ 79’ Marzeglia |

| Arbitro: | Cudini (Fermo) |

|                  |           |               |
| Bernardo 1’, 59’ | Marcatori | 40’ Matteassi |

### Coppa Italia Serie D
| Arbitro: | Bitonti (Bologna) |

|                                                  |           |  |
| L. Franchi 25’ (rig.), 71’ Minincleri 48’ (rig.) | Marcatori |  |

| Arbitro: | Meocci (Siena) |

|                                              |           |  |
| Galuppini 7’ L. Franchi 25’ (rig.) Pezzi 63’ | Marcatori |  |

| Arbitro: | N. Marini (Trieste) |

|                                                      |                      |                                           |
| Sentinelli 64’ (rig.)                                | Marcatori            | 58’ Bosio                                 |
| Cazzamalli Mira Cabrini Galuppini Hraiech Sanashvili | Tiri di rigore 5 – 6 | Scapini Gasparri Viganò Iori Bosio Cusaro |

## Statistiche
Statistiche aggiornate al 17 giugno 2016.

### Statistiche di squadra
| Competizione         | Punti | In casa | In casa | In casa | In casa | In casa | In casa | In trasferta | In trasferta | In trasferta | In trasferta | In trasferta | In trasferta | Totale | Totale | Totale | Totale | Totale | Totale | DR  |
| Competizione         | Punti | G       | V       | N       | P       | Gf      | Gs      | G            | V            | N            | P            | Gf           | Gs           | G      | V      | N      | P      | Gf     | Gs     | DR  |
| -------------------- | ----- | ------- | ------- | ------- | ------- | ------- | ------- | ------------ | ------------ | ------------ | ------------ | ------------ | ------------ | ------ | ------ | ------ | ------ | ------ | ------ | --- |
| Serie D - Girone B   | 96    | 19      | 18      | 1       | 0       | 46      | 13      | 19           | 12           | 5            | 2            | 39           | 14           | 38     | 30     | 6      | 2      | 85     | 27     | +58 |
| Coppa Italia Serie D |       | 3       | 2       | 0       | 1       | 7       | 1       | -            | -            | -            | -            | -            | -            | 3      | 2      | 0      | 1      | 7      | 1      | +6  |
| Poule Scudetto       | 4     | 1       | 1       | -       | -       | 5       | 1       | 3            | 1            | 1            | 1            | 4            | 4            | 4      | 2      | 1      | 1      | 9      | 5      | +4  |
| Totale               | 100   | 23      | 21      | 1       | 1       | 58      | 15      | 22           | 13           | 6            | 3            | 43           | 18           | 45     | 34     | 7      | 4      | 101    | 33     | +68 |

### Andamento in campionato
| Giornata  | 1 | 2 | 3 | 4 | 5 | 6 | 7 | 8 | 9 | 10 | 11 | 12 | 13 | 14 | 15 | 16 | 17 | 18 | 19 | 20 | 21 | 22 | 23 | 24 | 25 | 26 | 27 | 28 | 29 | 30 | 31 | 32 | 33 | 34 | 35 | 36 | 37 | 38 |
| --------- | - | - | - | - | - | - | - | - | - | -- | -- | -- | -- | -- | -- | -- | -- | -- | -- | -- | -- | -- | -- | -- | -- | -- | -- | -- | -- | -- | -- | -- | -- | -- | -- | -- | -- | -- |
| Luogo     | T | C | C | T | C | T | C | T | C | T  | C  | T  | C  | T  | C  | T  | C  | T  | C  | C  | T  | T  | C  | T  | C  | T  | C  | T  | C  | T  | C  | T  | C  | T  | C  | T  | C  | T  |
| Risultato | N | V | V | V | V | V | V | P | V | V  | V  | V  | V  | V  | V  | N  | V  | V  | V  | N  | V  | V  | V  | V  | V  | N  | V  | V  | V  | V  | V  | N  | V  | N  | V  | P  | V  | V  |
| Posizione | 9 | 6 | 3 | 1 | 1 | 1 | 1 | 1 | 1 | 1  | 1  | 1  | 1  | 1  | 1  | 1  | 1  | 1  | 1  | 1  | 1  | 1  | 1  | 1  | 1  | 1  | 1  | 1  | 1  | 1  | 1  | 1  | 1  | 1  | 1  | 1  | 1  | 1  |

Legenda:

Luogo: C = Casa; T = Trasferta. Risultato: V = Vittoria; N = Pareggio; P = Sconfitta.